# Lista episoadelor din F-Zero: GP Legend
Această listă conține o enumerare a episoadelor F-Zero.
| Nr. | Titlu                               |
| --- | ----------------------------------- |
| 1   | The Legend Begins                   |
| 2   | The Racer's Edge                    |
| 3   | Burn Out on Planet Clifoto          |
| 4   | The Samurai's Secret                |
| 5   | A Risky Rendezvous                  |
| 6   | Chain Reaction                      |
| 7   | The Trap of Michael Chain           |
| 8   | The Secret Within                   |
| 9   | The Promise                         |
| 10  | Double Jeopardy                     |
| 11  | Blow Out                            |
| 12  | Flashback                           |
| 13  | Dangerous Diva                      |
| 14  | Old Rivals                          |
| 15  | Target: Tanaka                      |
| 16  | Super Scam                          |
| 17  | Rick's Day Off                      |
| 18  | Clark's Adventure                   |
| 19  | Lucy's Epic Duel                    |
| 20  | The Disappearance of Mrs. Arrow     |
| 21  | Battle Of The Women                 |
| 22  | Rick and Falcon                     |
| 23  | Run and Come Out, Spin Booster      |
| 24  | Octoman's Dream                     |
| 25  | Super Physical Reactor and Dynamite |
| 26  | Zoda's Ambition                     |
| 27  | Hunter Beastman                     |
| 28  | Invitation From Black Shadow        |
| 29  | The Mighty Gazelle                  |
| 30  | Only One Falcon                     |
| 31  | Vestige                             |
| 32  | Scream From The Darkness            |
| 33  | James McCloud                       |
| 34  | Clark And Gazelle                   |
| 35  | Falcon's Confession                 |
| 36  | Haruka                              |
| 37  | Grim Reaper Jack Levin              |
| 38  | Falcon's Crimson Flower             |
| 39  | Elite Mobile Platoon Breakup        |
| 40  | Coffee Break                        |
| 41  | Annihilate Black Shadow             |
| 42  | The Great Don Genie                 |
| 43  | Awakening                           |
| 44  | Zoda's Other Ambition               |
| 45  | The Legendary Man                   |
| 46  | Black Shadow's Undertaking          |
| 47  | Fate                                |
| 48  | The Dark Reactor                    |
| 49  | The 150-Year Decision               |
| 50  | Black Shadow                        |
| 51  | The Legend Of Captain Falcon        |

## Difuzarea în România
Premiera a avut loc în România pe A+ Anime și Pro TV fără încadrări.